# Echipa națională de fotbal a Grenadei
Echipa națională de fotbal a Grenadei reprezintă Grenada în fotbalul internațional și este controlată de Asociația de Fotbal din Grenada.

## Calificări

### Campionatul mondial
- 1930 până în 1978 - nu a participat
- 1982 - nu s-a calificat
- 1986 - s-a retras
- 1990 până în 1994 - nu a participat
- 1998 până în 2010 - nu s-a calificat

### Campionatul CONCACAF/ Cupa de Aur
- 1963 to 1977 - nu a participat
- 1981 - nu s-a calificat
- 1985 - s-a retras
- 1989 - nu a participat

- 1991 - nu a participat
- 1993 până în 2007 - nu s-a calificat
- 2009 - Grupe
- 2011 - s-a calificat

## Foști antrenori
| Antrenor                           | Ani       |
| ---------------------------------- | --------- |
| Rudi Gutendorf                     | 1976      |
| Carlos Cavagnaro                   | 1986–1987 |
| Carlos Alberto da Luz              | 2000      |
| Franklyn Simpson                   | 2002      |
| Mike Adams                         | 2004      |
| Alister Debolett                   | 2004      |
| Anthony Modeste (jucător/antrenor) | 2007–2008 |
| Norris Wilson                      | 2008–2009 |
| Tommy Taylor                       | 2009—2010 |
| Franklyn Simpson                   | 2010—     |

## Lot
| Nr. | Poz. | Jucător          | Data nașterii (vârsta)         | Selecții | Goluri | Club                 |
| --- | ---- | ---------------- | ------------------------------ | -------- | ------ | -------------------- |
| 1   | P    | Andray Baptiste  | 15 aprilie 1977 (47 de ani)    | -        | -      | Harrow Borough       |
| 2   | F    | Shannon Phillip  | 9 noiembrie 1988 (36 de ani)   | -        | -      | Hurricane            |
| 3   | F    | Michael Mark     | 21 aprilie 1986 (38 de ani)    | -        | -      | E.S.S.               |
| 4   | F    | Curt Rennie      | 26 iunie 1983 (41 de ani)      | -        | -      | liber de contract    |
| 5   | F    | Cassim Langaigne | 27 februarie 1980 (45 de ani)  | -        | -      | Hurricane            |
| 6   | F    | Marc Marshall    | 24 decembrie 1985 (39 de ani)  | -        | -      | G.B.S.S.             |
| 7   | A    | Kyle Joseph      | 27 septembrie 1982 (42 de ani) | -        | -      | Hurricane            |
| 8   | A    | Delroy Facey     | 22 aprilie 1980 (44 de ani)    | -        | -      | Lincoln City         |
| 9   | M    | Ricky Charles    | 19 iunie 1975 (49 de ani)      | -        | -      | Q.P.R.               |
| 10  | M    | Kitson Bain      | 26 mai 1982                    | -        | -      | Q.P.R                |
| 11  | F    | Anthony Modeste  | 30 august 1975 (49 de ani)     | -        | -      | Portmore United      |
| 14  | A    | Marcus Julien    | 30 decembrie 1986 (38 de ani)  | -        | -      | E.S.S.               |
| 15  | F    | Rimmel Daniel    | 28 ianuarie 1991 (34 de ani)   | -        | -      | Gillingham           |
| 16  | A    | Ian Perrotte     | 4 iunie 1984 (40 de ani)       | -        | -      | liber de contract    |
| 18  | M    | Henson Cuffie    | 15 ianuarie 1984 (41 de ani)   | -        | -      | Fontenoy United      |
| 19  | F    | Patrick Modeste  | 30 septembrie 1976 (48 de ani) | -        | -      | Q.P.R.               |
| 20  | M    | Shane Rennie     | 14 decembrie 1986 (38 de ani)  | -        | -      | Paradise             |
| 21  | A    | Lashley Cyrus    | 29 noiembrie 1975 (49 de ani)  | -        | -      | liber de contract    |
| 22  | F    | David Cyrus      | 8 martie 1989 (36 de ani)      | -        | -      | Bradford Park Avenue |
| 30  | P    | Desmond Noel     | 28 noiembrie 1974 (50 de ani)  | -        | -      | Q.P.R.               |
| 12  | A    | Bradley Bubb     | 20 mai 1987 (37 de ani)        | -        | -      | Farnborough          |
| 17  | M    | Craig Rocastle   | 17 august 1981 (43 de ani)     | -        | -      | Sporting Kansas City |

1. ↑   https://www.transfermarkt.us/-/mitarbeiterhistorie/verein/14175 Lipsește sau este vid: |title= (ajutor)